# FC Roskilde
El Football Club Roskilde es un equipo de fútbol danés que actualmente juega en la Segunda División de Dinamarca y que fue fundado en 2004 tras la fusión del Roskilde Boldklub 1906, el Svogerslev Boldklub y el Himmelev-Veddelev Boldklub. Está establecido en la ciudad de Roskilde y juega sus partidos de casa en el Roskilde Idrætspark.

## Entrenadores
- John Kristiansen (2006-08)
- Martin Jungsgaard (2008-10)
- Carsten Broe (2010-12)
- Anders Theil (2012-16)
- Rasmus Monnerup (2016-17)
- René Skovdahl (2017)
- Anders Möller Christensen (2017)
- Rasmus Monnerup (2017-18)
- Christian Lönstrup (2018-19)
- Peter Foldgast (2019)
- Christian Iversen (2019)
- Martin Jungsgaard (2019-20)
- Morten Uddberg (2020)
- Anders Theil (2020)
- Michael Jörgensen (2021)
- Jack Majgaard (2022-2023)
- Anders Theil (2023)
- Jesper Haakansson (2023)
- Mikkel Thygesen[2] (2023-)